# Данська Вікіпедія
Данська Вікіпедія — розділ Вікіпедії данською мовою. В жовтні 2006 року ця Вікіпедія перейшла межу 50 тисяч статей, а в середині червня 2007 року досягла 64 тисяч.
Через схожість данської, норвезької і шведської мов, користувачі з відповідних трьох Вікіпедій легко розуміються між собою і часто допомагають одне одному.
Данська Вікіпедія станом на 25 березня 2025 року містить 307 445 статей, 508 815 зареєстрованих користувачів, 2052 активних дописувачів, 26 адміністраторів
. Загальна кількість сторінок в данській Вікіпедії — 965 488, редагувань — 11 974 183, завантажених файлів — 2
. Глибина (рівень розвитку мовного розділу) данської Вікіпедії середня і становить 56.8 пунктів
. 

## Історія

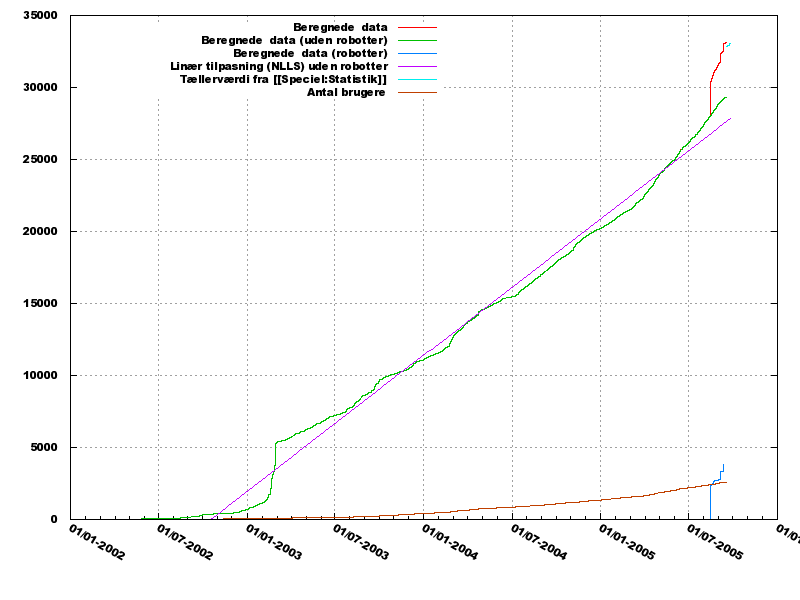
Динаміка росту Данської Вікіпедії до 2005 року.

- лютий 2002 — проєкт запущено
- 30 вересня 2006 — 50 000 статей
- 29 грудня 2008 — 100 000 статей
- 11 червня 2015 — 200 000 статей
- 26 травня 2024 — 300 000 статей